# تام تیلور (شرکت)
تام تیلور (TT) یک شرکت سبک زندگی فشن و مد آلمانی است که دفتر مرکزی آن در هامبورگ قرار دارد. تام تیلور در زمینه پوشاک و لوازم مد برای مردان و زنان در تمام سنین فعالیت می‌کند که رنج قیمتی آن متوسط تا بالا است.

## تاریخچه

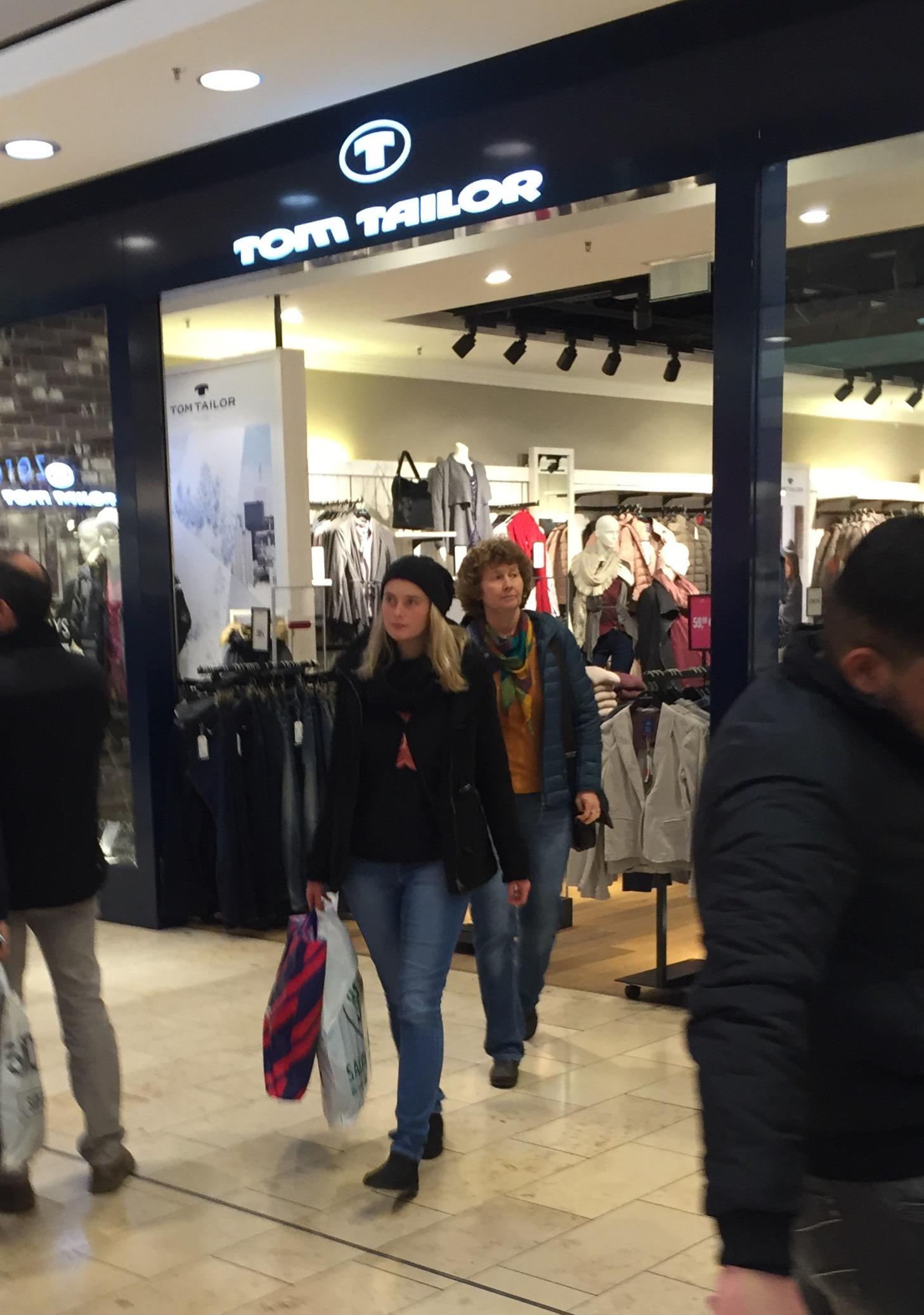
یک فروشگاه تام تیلور

نام تیلور در سال ۱۹۶۲ با نام Henke & Co شروع به کار کرد و سپس نام فعلی را در سال ۱۹۸۹ برگزید.
بازارهای اصلی این شرکت آلمان، اتریش، سوئیس، کشورهای بنلوکس و فرانسه هستند.
تا ۳۱ دسامبر ۲۰۱۱، محصولات Tom Tailor در ۲۴۸ فروشگاه خرده‌فروشی، فروشگاه‌های الکترونیکی (آلمان، اتریش و هلند) و ۱۷۸۶ فروشگاه در ۳۵ کشور در سراسر جهان فروخته شد.
در سال ۲۰۱۱، گروه تام تیلور تقریباً ۱۵۴۱ کارمند و فروش ۴۱۱٫۶ میلیون یورویی داشت. این بهترین سال مالی در تاریخ این شرکت بود.
در اکتبر ۲۰۱۹، تام تیلور با بانک‌های کنسرسیوم و سهامدار عمده آن در مورد توسعه ساختار مالی جدید تا پایان سپتامبر ۲۰۲۲ به توافق رسید. ارزش قرارداد جدید در مجموع ۳۶۵ میلیون یورو است.